# Umbrina bussingi
Umbrina bussingi е вид бодлоперка от семейство Sciaenidae. Видът не е застрашен от изчезване.

## Разпространение и местообитание
Разпространен е в Гватемала, Еквадор, Колумбия, Коста Рика, Мексико, Никарагуа, Панама, Салвадор и Хондурас.
Среща се на дълбочина от 32 до 239 m, при температура на водата около 20,6 °C и соленост 36,6 ‰.

## Описание
На дължина достигат до 30 cm.